# Short 360
Die Short 360 (auch: Shorts 360) ist ein für 36 Passagiere ausgelegtes Kurzstrecken-Passagierflugzeug des ehemaligen britischen Flugzeugherstellers Short Brothers.

## Geschichte

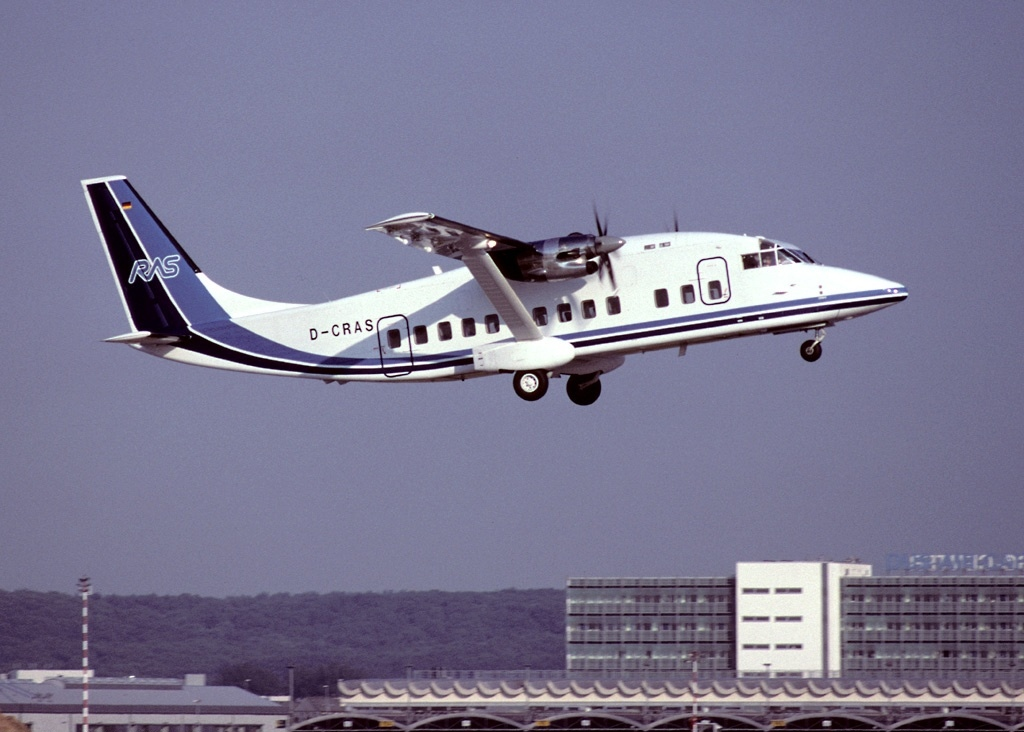
Shorts 360 der Rheinland Air Service auf dem Flughafen Düsseldorf

Am 10. Juli 1980 kündigte Short ein verbessertes Muster der Short 330 an – die SD3-60, später Short 360. Sechs Monate vor dem Zeitplan hob die erste Testmaschine (G-ROOM) am 1. Juni 1981 zum Erstflug ab. Zu diesem Zeitpunkt waren die Hauptkonkurrenten Saab SF-340, Embraer EMB 120, de Havilland Canada DHC-8 und ATR 42 noch nicht geflogen, die allerdings im Gegensatz zur Short 360 alle druckbelüftet sind. Fast 14 Monate später startete auch das zweite Testflugzeug (G-WIDE).
Am 11. November 1982 ging die erste Short 360 an die US-amerikanische Suburban Airlines. Nachdem die Produktion so weit angelaufen war, dass alle 14 Tage ein Flugzeug die Werkshallen verließ, begann der alte 330-Kundenstamm, die 360 zu kaufen. Als Antrieb dienten weiterhin zwei Propellerturbinen Pratt & Whitney PT6A-25B mit je 862 kW (1.172 PS) Leistung. Diese zeichneten sich durch ihre Wirtschaftlichkeit aus.
Im November 1985 führte Short die 360 Advanced ein. Sie hatte einen stärkeren Antrieb (zwei Propellerturbinen Pratt & Whitney PT6A-65AR mit je 1.062 kW (1.444 PS) Leistung). Später wurde das Muster in Short 360-200 umbenannt, weshalb alle vorher produzierten Maschinen die Bezeichnung Short 360-100 erhielten. Die ersten beiden 360-200 gingen an die Inlandsfluggesellschaft Thai Airways Company.
Im Februar 1987 wurde eine weitere Version auf den Markt gebracht, die Short 360-300. Sie erhielt zwei Propeller-Turbinen Pratt & Whitney PT6A-67R und Sechsblatt-Propeller als Antrieb. Außerdem wurden die Flügelstreben und Triebwerksgondeln überarbeitet. Die erste 360-300 ging an Philippine Airlines.
Kurz darauf entwickelte Short die Frachtversion 360-300F. Sie konnte fünf LD3-Container/-Paletten mit einem Gesamtgewicht von bis zu 4.536 kg aufnehmen. 1989 ging die erste 360-300F an Rheinland Air Service und im Juni 1991 eine weitere. Dies war auch die letzte Short 360, die ausgeliefert wurde. Bis zur Produktionseinstellung wurden 165 Flugzeuge hergestellt. In Deutschland wurde die Short 360 durch Nightexpress als Frachter bis 2017 eingesetzt.

## Konstruktion
Die Short 360 kann bis zu 36 Passagiere aufnehmen. Dazu wurde der Rumpf der 330 um 91 cm und die Tragflächen verlängert. Des Weiteren erhielt die 360 ein komplett neues Heck mit einem ungeteilten Seitenleitwerk. Vorgesehen war diese Maschine für den Zubringerbetrieb im Entfernungsbereich von 200 bis 250 km. Aufgrund der relativ geringen Flughöhe von nur 3050 m konnte auf eine Druckbelüftung verzichtet und damit Kosten gespart werden. Der auch aerodynamisch verbesserte Rumpf erhielt einen vergrößerten Gepäckraum, womit eine Schwäche der Short 330 beseitigt wurde. Sehr ungewöhnlich ist die Tatsache, dass Kapitän und Erster Offizier ihre jeweiligen Sitze durch zwei Cockpittüren an der rechten und linken Außenseite der Kabine erreichen.

## Versionen
- 360-100 – Grundversion, P&W PT6A-65R
- 360-200 – P&W PT6A-65AR (anfangs als 360 Advanced bezeichnet)
- 360-300 – P&W PT6A-67AR mit Autopilot und Sechsblatt-Propellern
- 360-300F – Frachtversion
- C-23B+ Sherpa – Kombi-Version aus 360 (Rumpf) und C-23A Sherpa (Heck samt Leitwerk)
- C-23C Sherpa – C-23B und C-23B+ mit verbesserter Avionik (48 nachgerüstet)

## Zwischenfälle
Vom Erstflug 1981 bis Juni 2022 kam es mit Short 360 zu 17 Totalschäden von Flugzeugen. Bei 8 davon kamen 100 Menschen ums Leben. Vollständige Liste:
- Am 22. Oktober 1985 überrollte eine Short 360 der chinesischen CAAC (Luftfahrzeugkennzeichen B-3606) auf dem Flughafen von Enshi (China) das Landebahnende. Alle 25 Insassen, vier Besatzungsmitglieder und 21 Passagiere, überlebten den Unfall. Das Flugzeug wurde irreparabel beschädigt.[3]

- Am 31. Januar 1986 verunglückte eine Short 360-100 der irischen Aer Lingus (EI-BEM) im Anflug auf den Flughafen East Midlands (Vereinigtes Königreich). Durch extreme Vereisung kam es zum teilweisen Kontrollverlust, so dass die Maschine 3,5 Kilometer westlich des Flughafens mit zwei Starkstromkabeln kollidierte und in einem kleinen Wald zum Liegen kam. Das Flugzeug wurde irreparabel beschädigt, aber alle 36 Insassen, drei Besatzungsmitglieder und 33 Passagiere, überlebten den Unfall.[4]

- Am 13. Dezember 1987 flog eine Short 360-300 der Philippine Airlines (EI-BTJ) 16 Kilometer südwestlich des Zielflughafens Iligan/Maria Cristina (Philippinen) gegen den Berg Munay. Alle 15 Insassen, die vier Besatzungsmitglieder und 11 Passagiere, wurden getötet.[5]

- Am 28. November 1989 wurde eine Short 360-100 der britischen Herstellerfirma Short Brothers (G-ROOM), die auf dem Flughafen Belfast Harbour (Nordirland) geparkt war, durch eine Bombe der Terrororganisation IRA zerstört. Personen kamen nicht zu Schaden.[6]

- Am 20. August 1990 wurde eine geparkte Short 360-300 der US-amerikanischen CCAir (N730CC) unmittelbar vor dem Einsteigen der Passagiere auf dem Flughafen Charlotte Douglas (North Carolina, USA) von einer plötzlichen, sehr starken Windbö erfasst und in ein elektrisches Bodenaggregat geworfen. Durch ein dabei ausbrechendes Feuer wurde das Flugzeug irreparabel beschädigt. Die beiden Piloten, in diesem Moment noch die einzigen Insassen, überlebten den Totalschaden.[7]

- Am 25. November 1997 brach an einer Short 360-100 der US-amerikanischen Corporate Air (N691A) bei der Landung auf dem Flughafen Billings Logan (Montana, USA) das linke Hauptfahrwerk zusammen. Der Erste Offizier hatte die Maschine mit einer extrem hohen Sinkgeschwindigkeit auf der Landebahn aufschlagen lassen, wodurch sie irreparabel beschädigt wurde. Die beiden Piloten, die einzigen Insassen auf dem Frachtflug, überlebten den Unfall.[8]

- Am 9. Februar 1998 wurde eine Short 360-100 der British Regional Airlines (G-BLGB) bei einer sehr harten Landung auf dem Flughafen Stornoway (Schottland) irreparabel beschädigt. Alle 30 Insassen, vier Besatzungsmitglieder und 26 Passagiere, überlebten den Unfall.[9]

- Am 13. Januar 2000 musste eine Short 360-300 der schweizerischen Fluggesellschaft Avisto (HB-AAM) 5 Kilometer vom Flughafen Brega entfernt vor der libyschen Küste notgewassert werden. Dabei ertranken 22 der 41 Insassen. Schwimmwesten waren nicht an Bord. Die Maschine kam im Auftrag der US-amerikanischen Sirte Oil Company aus Tripolis. Die Piloten hatten versäumt, die Enteisungsanlage der Triebwerke einzuschalten, da sie ununterbrochen ein sachfremdes Thema diskutiert hatten (siehe auch Flugunfall einer Shorts 360 bei Brega).[10]

- Am 4. Februar 2001 ging eine Short 360-100 der irischen Aer Arann (EI-BPD) bei der Landung auf dem (inzwischen geschlossenen) Flugplatz Sheffield (Vereinigtes Königreich) zu Bruch. Kurz vor dem Aufsetzen wurden die Verstellpropeller versehentlich in die Boden-Stellung umgestellt. Dies führte zu einem steilen Sinkflug mit mehrfachem Aufschlag auf der Landebahn, die schließlich nach links ins Gras verlassen wurde. Dabei wurde das Flugzeug irreparabel beschädigt. Alle 28 Insassen, drei Besatzungsmitglieder und 25 Passagiere, überlebten den Unfall.[11]

- Am 27. Februar 2001 kam es bei einer Short 360-100 der britischen Loganair (G-BNMT) kurz nach dem Start vom Flughafen Edinburgh (Schottland) zu einem doppelten Triebwerksausfall. Die Piloten versuchten, im nahen Firth of Forth eine Notwasserung durchzuführen, wobei das Flugzeug zerbrach. Mit der Maschine sollte im Auftrag der Royal Mail Post und Fracht nach Belfast geflogen werden. Ursächlich für das Unglück war Schnee in den Triebwerkseinläufen, der sich während der Bodenzeit angesammelt hatte, sich wenige Sekunden nach dem Einschalten der Triebwerksenteisung löste und die Luftzufuhr nahezu vollständig blockierte. Beide Piloten, die einzigen Insassen, kamen ums Leben.[12]

- Am 4. März 2001 stürzte eine Short C-23B+ der Florida Army National Guard (93-1336) nahe Unadilla, Georgia, auf dem Flug von Florida nach Virginia ab. Gewichtsverlagerung und starke Turbulenzen hatten zu einem Aufschaukeln und Zerbrechen des Flugzeugs geführt. Die 18 Passagiere und die dreiköpfige Crew starben (siehe auch Priority-Air-Transport-Flug 528).[13]

- Am 21. August 2004 wurde eine Short 360-300 der Luftstreitkräfte Venezuelas (FAV-1652) 25 Kilometer vor dem Militärflugplatz El Libertador bei Maracay (Venezuela) gegen den Berg El Prico geflogen. Bei diesem CFIT (Controlled flight into terrain) wurden alle 30 Insassen, drei Besatzungsmitglieder und 27 Passagiere, getötet. Dies war der Unfall einer Short 360 mit den meisten Todesopfern (Stand Juni 2022).[14]

- Am 16. Dezember 2004 wurde eine Short 360-300 der US-amerikanischen Air Cargo Carriers (N748CC) bei einem missglückten Durchstartmanöver am Flugplatz von Oshawa (Ontario, Kanada) zerstört. Nach einem späten Aufsetzen auf der schneebedeckten Landebahn entschloss sich der Kapitän zum Durchstarten, nachdem er aber schon 5 bis 8 Sekunden lang den vollen Umkehrschub betätigt hatte. Die kurze verbleibende Bahnlänge reichte nicht für das Erreichen einer genügenden Geschwindigkeit aus, so dass die Maschine in einiger Entfernung vom Flugplatz wieder im Gelände aufschlug. Die beiden Piloten, die einzigen Insassen auf dem Frachtflug, überlebten den Unfall.[15]

- Am 5. Februar 2006 kollidierte eine Short 360-100 der US-amerikanischen Air Cargo Carriers (N3735W) nahe Watertown (Wisconsin) mit einer anderen Short 360 derselben Gesellschaft (N372AC), während die Piloten im Formationsflug gegenseitig Foto- und Videoaufnahmen machten. Während mit der anderen, ebenfalls beschädigten Short 360 (N372AC) eine Notlandung auf dem gemeinsamen Startflughafen Milwaukee-Mitchell (Wisconsin, USA) gelang, stürzte N3735W in ein Feld. Dabei wurden alle 3 Insassen, die beiden Besatzungsmitglieder und der einzige Passagier, getötet.[16]

- Am 17. Mai 2012 wurde eine Short 360-100 der US-amerikanischen Air Cargo Carriers (N617FB) beim Rollen auf dem Flughafen Houston (Texas, USA) durch absichtliches, exzessives Bremsen zerstört. Da die Maschine zunächst 27 Kilogramm schwerer als das maximal zulässige Startgewicht war, wollten die Piloten das Gewicht durch erhöhten Treibstoffverbrauch reduzieren, indem sie die Triebwerke mit erhöhtem Schub laufen ließen und gleichzeitig andauernd die Bremsen betätigten, um nicht zu schnell zu werden. Durch die Überhitzung der Bremsen ließen die thermischen Schmelzsicherungen den Druck aus den Reifen ab, so dass die platten Reifen beim Weiterrollen Feuer fingen. Durch die beim Brand entstandenen Strukturschäden wurde das Flugzeug irreparabel beschädigt. Die beiden Piloten, die einzigen Insassen auf dem Frachtflug, überlebten den Unfall.[17]

- Am 29. Oktober 2014 stürzte eine Short 360-200 der amerikanischen Gesellschaft Skyway Enterprises (N380MQ), die im Auftrag von FedEx Luftfracht nach San Juan auf Puerto Rico befördern sollte, unmittelbar nach dem Start vom Princess Juliana International Airport vor der Küste von Sint Maarten ins Meer. Beide Piloten kamen bei dem Absturz ums Leben.[18]

- Am 23. Dezember 2021 stürzte eine Short 360-300 der kongolesischen Malu Aviation (9S-GPS) 15 Kilometer nordwestlich des Zielflughafens der Stadt Shabunda (Provinz Sud-Kivu, Demokratische Republik Kongo) in den Urwald. Alle 5 Insassen, drei Besatzungsmitglieder und 2 Passagiere, wurden getötet.[19]

## Technische Daten
| Kenngröße                                                  | Daten der Short 360-100                                                                   |
| ---------------------------------------------------------- | ----------------------------------------------------------------------------------------- |
| Besatzung                                                  | 2 Piloten                                                                                 |
| Passagiere                                                 | 36                                                                                        |
| Länge                                                      | 21,59 m                                                                                   |
| Spannweite                                                 | 22,81 m                                                                                   |
| Höhe                                                       | 7,21 m                                                                                    |
| Flügelfläche                                               | 42,18 m²                                                                                  |
| Flügelstreckung                                            | 12,3                                                                                      |
| Leermasse                                                  | 7.666 kg                                                                                  |
| max. Startmasse                                            | 11.793 kg                                                                                 |
| max. Geschwindigkeit                                       | 393 km/h                                                                                  |
| Dienstgipfelhöhe                                           | 3.050 m                                                                                   |
| Reichweite bei Reisegeschwindigkeit mit maximaler Nutzlast | 806 km                                                                                    |
| Triebwerke                                                 | zwei Propeller-Turbinen Pratt & Whitney Canada PT6A-65R mit je 990 kW (1.327 PS) Leistung |